# 淮揚海道
淮扬海道是清朝江苏省下属的道级行政区之一，辖淮安府、扬州府、海州直隶州等地。
清康熙九年四月初一（1670年5月19日）改淮海道（巡海道）置，驻淮安府山阳县，约辖淮安府8州县及扬州府，并管理河工事务。康熙三十五年二月二十（1696年3月22日），添设江南通省管河道员，本道不再管辖河工事务。雍正二年九月十九（1724年11月4日），增辖海州、通州2直隶州。雍正八年八月初六（1730年9月17日），通州往属太通道。雍正九年（1731年），改名为淮扬海道。乾隆八年四月十七（1743年5月10日），淮扬海道改置为河务道，不再分巡地方。乾隆十三年（1748年），为分巡淮扬海河务道兼理漕务盐法，按察使司副使衔。
乾隆三十年四月十五（1765年6月3日），淮扬海道分巡扬州府及淮安府属山阳、安东、清河、盐城、阜宁5县，改名淮扬道，全称分巡淮扬河务兵备道兼理漕务盐法海防等处地方。乾隆三十二年（1767年），加兵备衔。乾隆五十七年（1792年），迁驻清江浦（清河县）。嘉庆七年（1802年），淮徐道原管之桃源县及淮徐、淮扬两道兼巡之海州并所属沭阳、赣榆2县，改归本道管辖。嘉庆十六年（1811年），桃源北岸、安东、阜宁、海州暨所属地方往属淮海道，本道分巡扬州府所属各县及淮安府所属山阳、盐城、清河、桃源4县。咸丰十年六月廿八（1860年8月14日），并入淮徐扬海道。
同治四年正月二十（1865年2月15日），析淮扬徐海道复置，称淮扬河务兵备道，分巡淮安、扬州二府及管理河务。光绪三年（1877年），海州来属，改名淮扬海道。光绪三十年十二月廿二（1905年1月27日），隶属于江淮巡抚。光绪三十一年正月廿七（1905年3月2日），由江淮巡抚提议，改名为江淮淮扬海通海道，增辖通州直隶州与海门厅。同年三月，仍属江苏省，道员加按察使衔，清理讼狱。辖区当随江淮巡抚的裁撤而恢复原状。同年四月，受江北提督节制。清末为分巡淮扬海河务兵备道兼提法使衔辖邳宿铜丰桃源等处。